# Heteronychus annulatus
Heteronychus annulatus är en skalbaggsart som beskrevs av Bates 1891. Heteronychus annulatus ingår i släktet Heteronychus och familjen Dynastidae. Inga underarter finns listade i Catalogue of Life.